# Procédure d'adhésion de la Tchéquie à l'Union européenne
La procédure d'adhésion de la République tchèque à l'Union européenne est la procédure qui a permis à la République tchèque de rejoindre l'Union européenne le 1er mai 2004. L'Union européenne s'est ainsi élargie à 25 États, la République tchèque étant entré en même temps que 9 autres États.

## Candidature
La République tchèque dépose sa demande de candidature le 17 janvier 1996. Parmi les douze États qui prendront part, en 2004 et 2007, au cinquième élargissement de l'Union européenne, la République tchèque est l'avant-dernier à déposer sa candidature. Cette candidature est reconnue, en même temps que celle de cinq autres États (Chypre, Hongrie, Pologne, Estonie et Slovénie), lors u Conseil européen des 12 et 13 décembre 1997. Les négociations d'adhésion commencent le 31 mars 1998.